# Astrid Möller
Dagmar Astrid Möller (* 1. März 1961 in Berlin) ist eine deutsche Althistorikerin.
Astrid Möller schloss ihr Studium der Alten und Neuen Geschichte sowie der Klassischen Archäologie 1986 an der FU Berlin mit dem Titel einer Magistra Artium ab, zwei Jahre später machte sie ihren Master of Studies in Klassischer Archäologie an der University of Oxford bei John Boardman. Die Promotion folgte 1990 an der FU Berlin mit der von Hans-Joachim Gehrke betreuten Dissertation Naukratis – Handel im archaischen Griechenland. Von 1991 bis 1995 war Möller wissenschaftliche Angestellte am Sonderforschungsbereich 321 Übergänge und Spannungsfelder zwischen Mündlichkeit und Schriftlichkeit der Deutschen Forschungsgemeinschaft an der Universität Freiburg, 1998/99 war sie Fellow am Center for Hellenic Studies in Washington, D.C., Feodor-Lynen-Stipendiatin am Dipartimento di Scienze Storiche dell'Antichità der Universität Perugia. 2002 habilitierte sie sich an der Universität Freiburg mit einer unpubliziert gebliebenen Arbeit zum Thema Genealogien, Listen, Synchronismen. Studien zur griechischen Chronographie und erhielt die venia legendi. 2004 wurde Möller Hochschuldozentin am Seminar für Alte Geschichte der Universität Freiburg, wo sie 2010 den Lehrstuhl von Hans-Joachim Gehrke nach dessen Wechsel auf das Präsidentenamt des Deutschen Archäologischen Instituts und die Geschäftsführung des Seminars vertrat. Danach wurde sie zur Akademische Rätin auf Lebenszeit und zur außerplanmäßigen Professorin ernannt. 2012 wurde Möller Akademische Oberrätin. Sie ist Vertrauensdozentin der Friedrich-Naumann-Stiftung für die Freiheit an der Universität Freiburg sowie Mitglied des Auswahlausschusses.
Möller forscht vorrangig zur archaischen und klassischen Zeit mit einem Schwerpunkt auf der Sozial- und Wirtschaftsgeschichte. Zudem beschäftigt sie sich mit der griechischen Historiographie, insbesondere der Chronographie.

## Publikationen (Auswahl)
- Herausgeberin mit Hans-Joachim Gehrke: Vergangenheit  und  Lebenswelt. Soziale Kommunikation, Traditionsbildung und historisches Bewußtsein. (= Script Oralia 90), Gunter Narr Verlag, Tübingen 1996.
- Naukratis. Trade in Archaic Greece. (= Oxford Monographs in Classical Archaeology), Oxford University Press, Oxford 2000.
- Quellen der Antike. UTB, Paderborn 2020.